# Jacob McGavock Dickinson

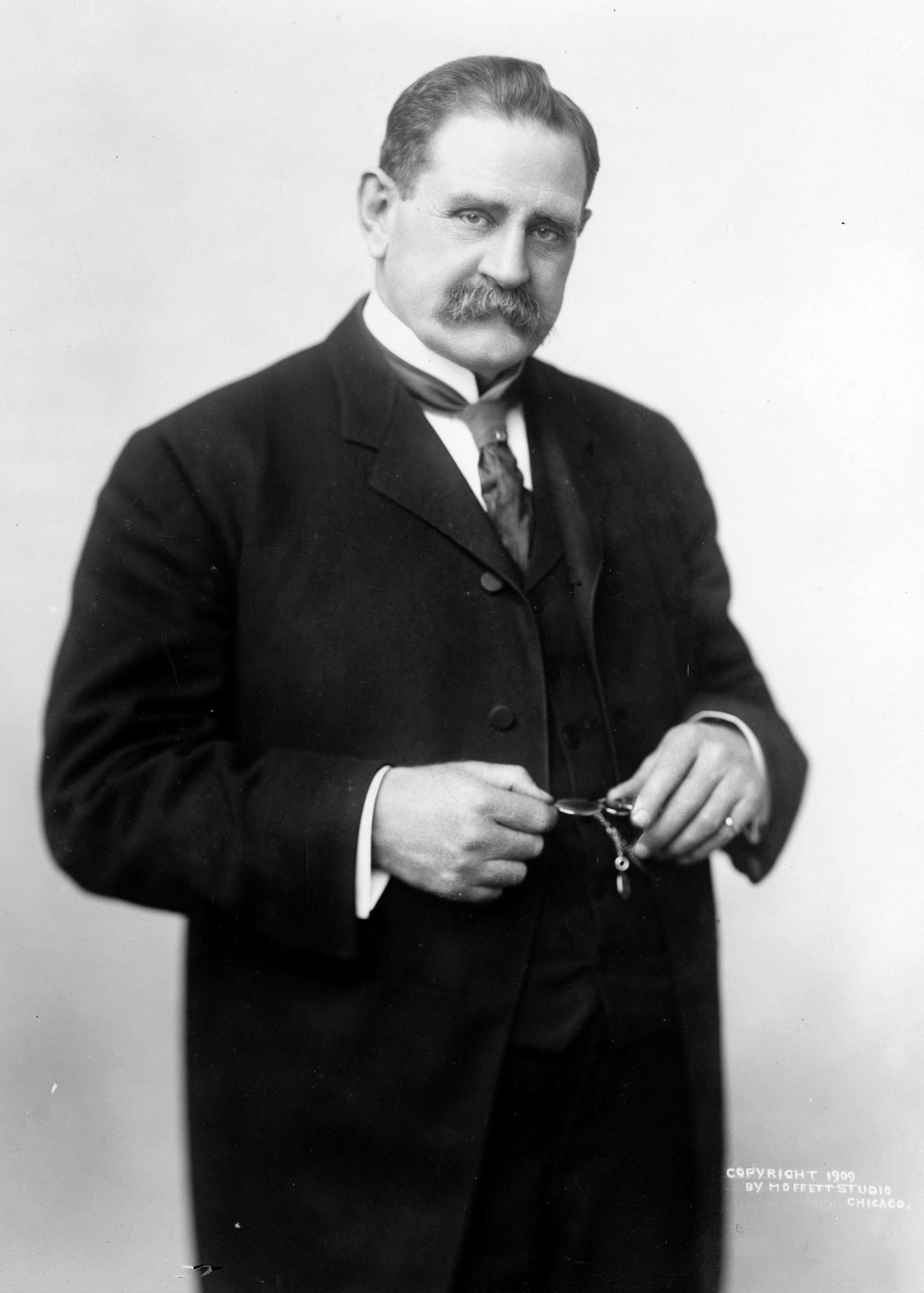
Jacob McGavock Dickinson

Jacob McGavock Dickinson (* 30. Januar 1851 in Columbus, Lowndes County, Mississippi; † 13. Dezember 1928 in Nashville, Tennessee) war ein US-amerikanischer Jurist und Politiker (Demokratische Partei), der von 1909 bis 1911 als Kriegsminister dem Kabinett von Präsident William Howard Taft angehörte.

## Werdegang
Dickinson verpflichtete sich mit 14 Jahren als einfacher Soldat in der Kavallerie der Konföderiertenarmee. Dann zog er mit seiner Familie nach Nashville. Dort promovierte er 1871 an der University of Nashville und erhielt 1872 seinen Mastergrad. Er studierte kurz Jura an der Columbia University und setzte sein Studium im Ausland in Leipzig und Paris fort. 1874 wurde Dickinson wurde in Tennessee als Anwalt zugelassen, 1876 heiratete er Martha Overton.
Von 1889 bis 1893 war Dickinson Präsident der Anwaltskammer von Tennessee. Er war Assistant Attorney General der Vereinigten Staaten von 1895 bis 1897. Danach arbeitete er von 1897 bis 1899 als Rechtsanwalt für die Louisville and Nashville Railroad. Schließlich zog er 1899 nach Chicago und wurde Leiter der Rechtsabteilung der Illinois Central Railroad, eine Position, die er von 1899 bis 1901 hielt. Dickinson wurde später öffentlicher Strafverteidiger für die Eisenbahn, was er von 1901 bis 1909 blieb. Er war Strafverteidiger für das Alaskan Boundary Tribunal 1903 und Präsident der American Bar Association von 1907 bis 1908. Dickinson half die American Society of International Law zu errichten, war in deren Exekutivrat von 1907 bis 1910 und Vizepräsident 1910.
Vom 12. März 1909 bis zum 21. Mai 1911 war Dickinson US-Kriegsminister im Kabinett Taft. Während seiner Amtszeit schlug er eine Gesetzesinitiative vor, um eine Zulassung für ausländische Studenten an der Militärakademie West Point zu ermöglichen. Ferner empfahl er eine jährliche Altersrente für Beschäftigte im Verwaltungsdienst. Auch schlug er vor, dass der Kongress erwägen sollte, den Sold für die Soldaten zu stoppen, die ungeeignet für die Dienst wegen sexuellen Krankheiten oder Alkoholismus waren, als Mittel zur Bekämpfung jener Probleme.
Nach seiner Amtszeit als Kriegsminister wurde Dickinson stellvertretender Attorney General und half 1913 US Steel zu verfolgen. Er wirkte auch 1922 in einigen wichtigen Gewerkschaftsfällen mit. Später wurde er Konkursverwalter von Rock Island Lines von 1915 bis 1917 und war Präsident der Izaak Walton League von 1927 bis zu seinem Tod in Nashville 1928.